# Thomas Rietschel
Thomas Rietschel (* 1955 in Schweinfurt) ist ein deutscher Kulturmanager und Musiker.

## Leben
Rietschel leistete nach dem Abitur Zivildienst und studierte Kunstgeschichte, Germanistik und empirische Kulturwissenschaften in Tübingen und Wien, das er mit dem Magister abschloss. Es folgte ein Musikstudium mit Hauptfach Violine in Nürnberg. Danach war er Mitglied, ab 1986 Geschäftsführer des Kammerorchesters Schloss Werneck. Er war dann Bildungsreferent der Landesmusikakademie NRW in Heek. 1992 wurde er Generalsekretär der deutschen Sektion von Jeunesses Musicales in Weikersheim und 2002 des Deutschen Musikrates. Von 2004 bis 2016 war er Präsident der Hochschule für Musik und Darstellende Kunst Frankfurt am Main. Seitdem ist er Kulturberater bei Take pART. Ferner ist er Mitglied des Kuratoriums des forum thomanum Leipzig e.V. Er ist verheiratet und Vater von drei Kindern.
Für die Funktionsperiode 2023 bis 2028 wurde er Mitglied des Universitätsrates der Universität Mozarteum Salzburg.